# Karl Brotzmann
Karl Brotzmann (* 21. November 1927 in Harras; † 28. August 2020 in Sulzbach-Rosenberg) war ein deutscher Forscher, Ingenieur, Professor und ehemaliger Leiter der Forschung und Qualitätssicherung der Maxhütte in Sulzbach-Rosenberg.

## Leben und Karriere

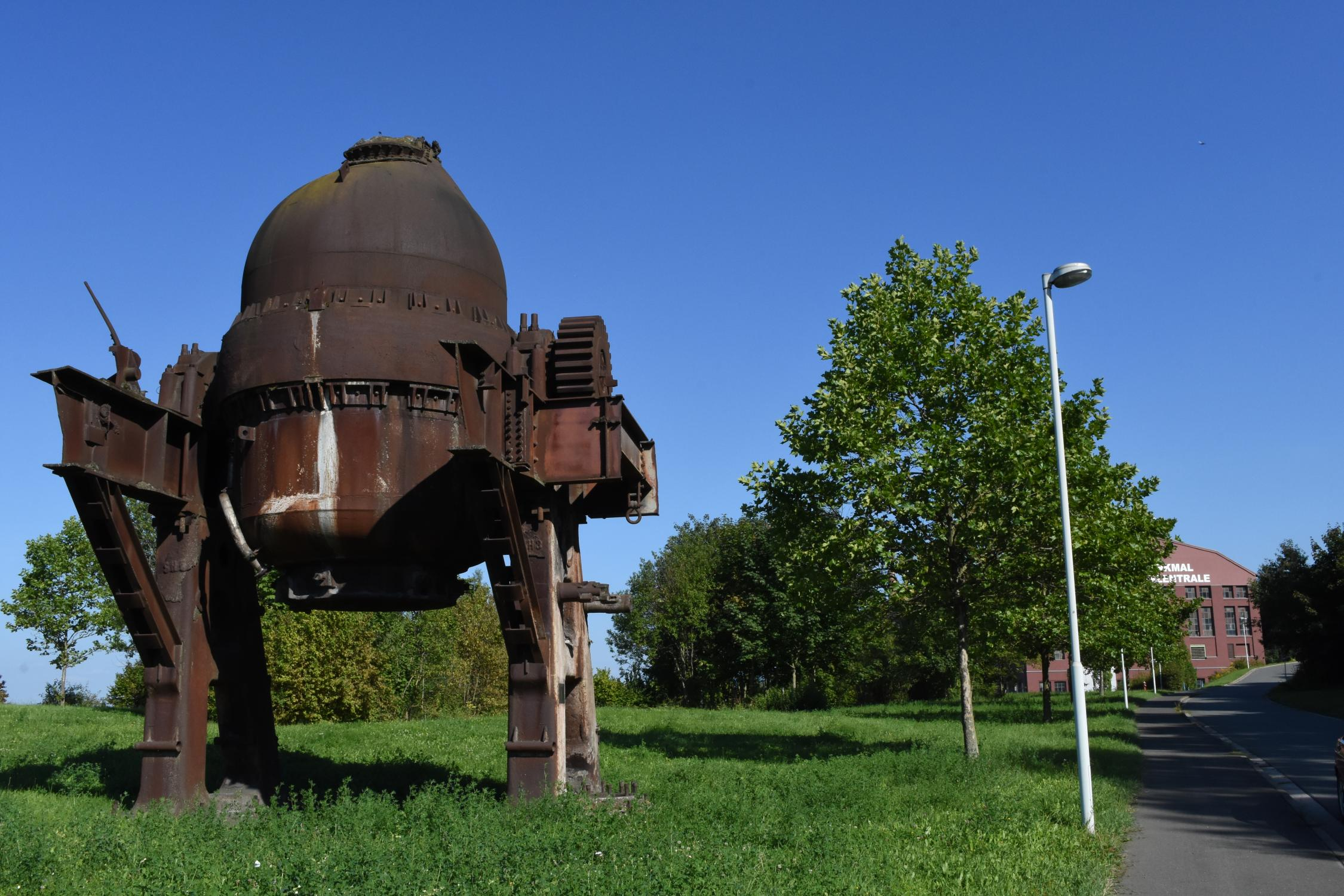
Stahl-/Sauerstoff-Konverter nach dem OBM-Verfahren (Sauerstoffbodeneinblasung) – verwendet von 1974 bis 1992 in Maxhütte (Unterwellenborn)

Nach seinem Abitur am Gymnasium Georgianum in Hildburghausen studierte Karl Brotzmann an der Bergakademie Clausthal, der heutigen Technische Universität Clausthal Bergbau und Hüttenwesen. Er promovierte dort 1959 zum Thema: „Prozesse in Vakuum-Induktionsöfen“. Parallel zu seiner Promotion arbeitete Brotzmann bereits bei der Dortmund-Hörder Hüttenunion. Dort wurde er dann zum Abteilungsleiter Verfahrenstechnik innerhalb der dortigen Versuchsanstalt ernannt. 
1964 wechselte er zur Maxhütte und wurde dort Leiter der Forschung und Qualitätssicherung. In dieser Zeit beschäftigte sich Brotzmann mit seinen Mitarbeitern wie Hans Georg Faßbinder, Helmut Knüppel, v. Bogdandy, E. Fritz u. F. Höfer – in enger Zusammenarbeit mit der  Vöest-Alpine AG – wesentlich um die Entwicklung der OBM-Verfahren (Oxygen-Bottom-Maxhütte oder Oxygen-Bodenblas-Metallurgie-Verfahren). Dieses Stahlerzeugungsverfahren wurde dann in den 1970er Jahren in den beiden Maxhütten in Sulzbach-Rosenberg sowie in  Unterwellenborn in die dortigen Produktionen eingeführt.
Von 1977 bis 1983 war Brotzmann Lehrbeauftragter an der TU Clausthal und seit 1983 als Honorarprofessor tätig. In Sulzbach-Rosenberg gründete Brotzmann 1990 zusammen mit den Universitätsprofessoren Franz Durst, Hans Bergmann und Klaus Dietrich Heckmann zudem das Applikations- und Technikzentrum für Energieverfahrens, Umwelt- und Strömungstechnik (ATZ-EVUS). Unterstützt wurde er dabei vom Unternehmer Klaus Conrad aus Hirschau. Das ATZ-EVUS wurde 2012 als Standort Sulzbach-Rosenberg Teil des Fraunhofer-Institut für Umwelt-, Sicherheits- und Energietechnik UMSICHT.
Zuletzt kümmerte sich Brotzmann wesentlich um die Neuentwicklung des sogenannten „Pebble Heaters“, der bei der Stahlerzeugung die doch sehr energieaufwändigen Winderhitzer ersetzen soll.

## Ehrungen
Zahlreiche weitere Ehrungen, Ehrenämter und Preise würdigten sein Forscher- und Entwicklerleben.
- 1974: Ehrendoktorwürde der TU Clausthal[4]
- 1976: Aufnahme als Mitglied in die Königlich Schwedische Akademie der Ingenieurwissenschaften
- 1978: Bessemer Gold Medal der Metal Society in London
- 1983: Aachener und Münchener Preis für Technik und angewandte Naturwissenschaften der Carl-Arthur Pastor-Stiftung
- 1988: Carl-Lueg-Denkmünze des Vereins Deutscher Eisenhüttenleute
- 1991: Walter Ahlström Preis der Finnish Academies of Technology und der Walter-Ahlström-Stiftung

## OBM nach 2020
Das von Brotzmann wesentlich mitentwickelte OBM-Verfahren erlebte ab 2020 eine Renaissance, denn die beiden großen Stahlanlagenbauer, die deutsche SMS Group in Düsseldorf sowie die Primetals Technologies in London (Ex-Anlagenbau der Vöest-Alpine) installierten in den Jahren 2020 / 2021 verstärkt OBM-Konverter, denn die Bodeneinblasung bewirkt eine hervorragende Durchmischung des Stahlbads, durch die sich alle metallurgischen Reaktionen nahezu im Gleichgewicht befinden. Infolgedessen ist der Ertrag des Prozesses höher als bei einem nur von oben blasenden Konverter wie im Linz-Donawitz-Verfahren und die Prozesssteuerung ist einfacher.